# PSK 사할린
PSK 사할린(러시아어: ПСК «Сахалин», 영어: Professional Sports Club Sakhalin)은 2013년에 설립된 러시아 사할린주의 유즈노사할린스크를 연고지로 두고 있는 프로 아이스하키팀이다. 과거 HC 사할린 또는 사할린 시 라이온즈라고도 불리었다. 2014년부터 아시아리그 아이스하키에 참가하고 있다.

## 성적

### 아시아리그 아이스하키
| 시즌    | 결과      | 결과       | 비고  |
| 시즌    | 정규 시즌 | 플레이오프 | 비고  |
| ------- | --------- | ---------- | ----- |
| 2014-15 | 2위       | 4강 탈락   |       |
| 2015-16 | 2위       | 준우승     |       |
| 2016-17 | 2위       | 준우승     |       |
| 2017-18 | 1위       | 4강 탈락   |       |
| 2018-19 | 2위       | 우승       |       |
| 2019-20 | 1위       | 공동 우승  | [ 3 ] |
| 2020-21 | x         | x          | 취소  |
| 2021-22 | x         | x          | 취소  |
| 2022-23 | x         | x          | 불참  |

## 우승 기록
- 아시아리그 아이스하키
  - 2회 : 2018-19, 2019-20